# 奇阿爾哈克山
17°6′32″S 70°12′46″W / 17.10889°S 70.21278°W

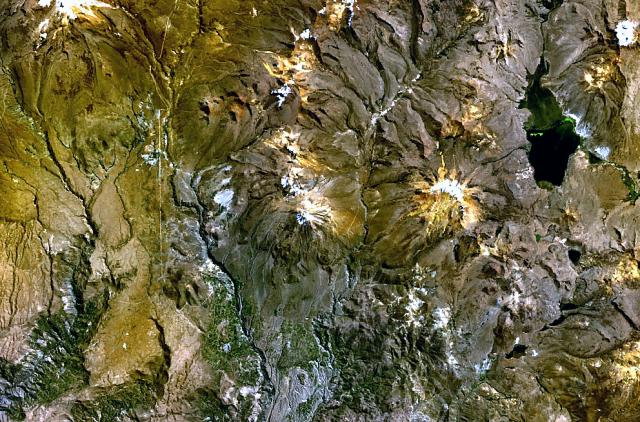

奇阿爾哈克山（Chiarjaque），是秘魯的山峰，位於該國南部塔克納大區的坎達拉韋省，處於尤卡馬內火山以北，屬於安第斯山脈的一部分，海拔高度約5,300米。